# Impasse Letort
L'impasse Letort est une voie située dans le quartier de Clignancourt du 18e arrondissement de Paris.

## Origine du nom

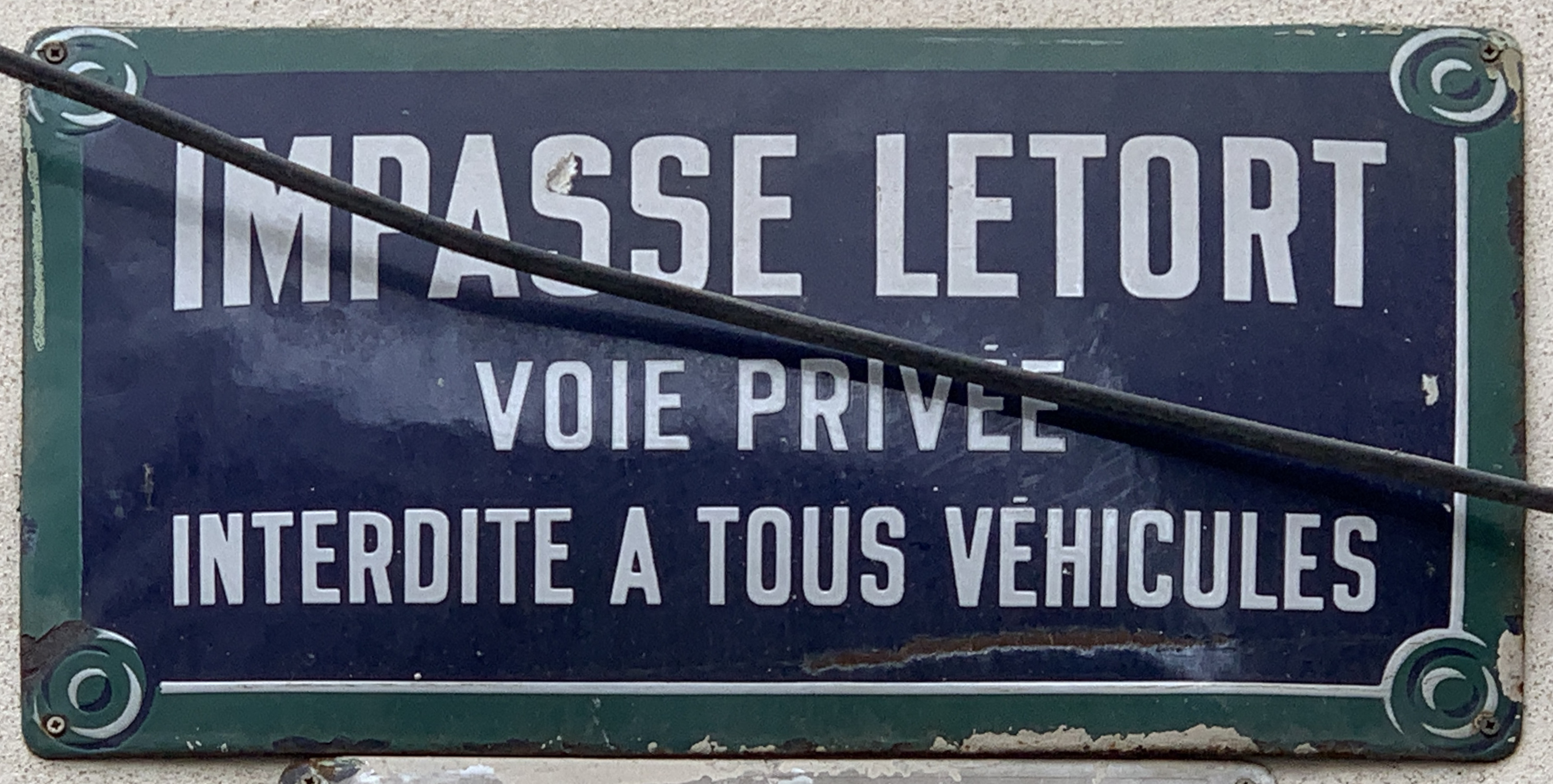
Plaque de l'impasse.

Elle porte le nom du général français de la Révolution et de l'Empire Louis-Michel Letort en raison de son débouché sur la rue Letort.

## Historique
Ancienne « impasse Sainte-Élisabeth », elle prend son nom actuel par un arrêté du 1er février 1877 et est classée dans la voirie parisienne par un arrêté municipal du 3 janvier 1992.